# Alexandre de Teck
Alexandre Augusto Frederico Guilherme Alfredo Jorge, 1º Conde de Athlone KG GCB GCMG GCVO DSO ADC(P) PC FRS (Londres,14 de abril de 1874 - Londres,16 de Janeiro de 1957), foi um comandante e major-general do Exército Britânico, que serviu como o quarto governador-geral da União da África do Sul e como governador-geral do Canadá, tendo sido o décimo-sexto desde a confederação do canadense.
O príncipe Alexandre nasceu em Londres sendo filho do Duque e da Duquesa de Teck, e foi educado no Eton College e no Royal Military College, Sandhurst. Em 10 de fevereiro de 1904, ele se casou com a princesa Alice, Condessa de Athlone e progrediu nas fileiras militares através de seu serviço em campanhas africanas durante a Primeira Guerra Mundial, recebendo inúmeras honras e condecorações.
Um primo e também cunhado do rei Jorge V, ele renunciou, em 1917, aos títulos alemães, incluindo o de príncipe de  Teck, no reino de Württemberg, e foi levado ao parlamento como o conde de Athlone. Em 1923, ele foi nomeado como governador-geral da África do Sul pelo rei, sob recomendação do primeiro-ministro do Reino Unido Stanley Baldwin, para substituir o príncipe Artur de Connaught e ocupou o posto de vice-rei até ser sucedido pelo conde de Clarendon em 1930.
Athlone então serviu como chanceler da Universidade de Londres até que, em 1940, foi nomeado governador-geral do Canadá pelo rei Jorge VI,  por recomendação do primeiro ministro do Canadá William Lyon Mackenzie King, para substituir o Lord Tweedsmuir, e ele ocupou o cargo até ser sucedido pelo visconde Alexandre de Túnis em 1946. Athlone ajudou a galvanizar o esforço de guerra canadense e foi anfitrião de estadistas britânicos e americanos durante a Segunda Guerra Mundial.
Depois de retornar ao Reino Unido, Athlone sentou-se no comitê organizador para a coroação da rainha Elizabeth II. Ele morreu no Kensington Palace em 1957 e foi enterrado no Real Burial Ground, Frogmore.

## Início da vida, educação e carreira militar
O príncipe Alexandre de Teck nasceu no palácio de Kensington em 14 de abril de 1874, sendo o quarto a nascer e terceiro filho do príncipe Francisco, duque de Teck, e a princesa Maria Adelaide, duquesa de Teck. Embora sua mãe fosse neta do rei Jorge III e prima primeira da rainha Vitória, Athlone, como filho de um príncipe de Teck, em Württemberg, foi tratado desde o nascimento como Sua Alteza Sereníssima e manteve o título de Príncipe Alexandre de Teck. Ele era conhecido, no entanto, para sua família e amigos como Alge, derivada das duas primeiras letras de Alexandre e George e caracterizava-se como um indivíduo meticuloso com um temperamento rápido, de curta duração e uma habilidade para ser cauteloso e atento.
Quando o príncipe Alexandre tinha nove anos, seus pais saíram do Reino Unido e viveram durante dois anos na Europa continental a fim de escapar de suas dívidas altas; mas o Príncipe permaneceu no Eton College antes de passar para o Royal Military College, Sandhurst. Em outubro de 1894, depois de ter completado o treinamento de oficial, o Príncipe Alexandre foi contratado como um segundo tenente no 7º Hussars da Rainha, e pouco depois foi servir na Segunda Guerra de Matabelee. Ele foi mencionado em despachos durante o conflito e, após a sua cessação, foi nomeado em 8 de dezembro de 1898 pela Rainha Victoria como Comandante  Cavaleiro da Real Ordem Vitoriana. Ele recebeu uma promoção para tenente em junho de 1899 e capitão no mês de abril seguinte. Por suas ações na Segunda Guerra dos Bôeres, Alexandre foi em abril de 1901, nomeado pelo rei Eduardo VII como um Companheiro da Ordem de Serviços Distintos.
Em 16 de novembro de 1903, ocorreu o anúncio de que o príncipe Alexandre se tornou noivo de sua prima, a princesa Alice de Albany, filha do príncipe Leopoldo, Duque de Albany,e, assim, uma neta da rainha Victoria e uma sobrinha do então futuro governador-geral do Canadá, príncipe Artur, Duque de Connaught e Strathearn. Os dois foram casados na Capela de São Jorge, no Castelo de Windsor, em 10 de fevereiro de 1904 e, seis dias depois, em comemoração ao casamento, o Príncipe foi promovido ao grau de Grã-Cruz de Cavaleiro da Real Ordem Vitoriana. O casal depois teve três filhos: princesa May de Teck , nascida em 1906; príncipe Rupert de Teck, nascido em 1907; e o príncipe Maurice Francis George de Teck. Maurice, no entanto, viveu apenas por menos de seis meses, entre 29 de março e 14 de setembro de 1910.
No mesmo ano, o príncipe Alexandre foi nomeado presidente do Hospital de Middlesex.

## Vida após o vice-reinado
Depois que o substituto de Athlone como governador-geral foi nomeado, em 21 de março de 1946, ele retornou ao Reino Unido para se aposentar, voltando a residir em um apartamento no Palácio de Kensington e, no dia 1 de setembro desse ano, renunciou à posição de coronel do 7º Hussars da rainha. Ele não se separou completamente da atividade pública, no entanto, e, junto com seu sucessor no governo-geral canadense, o visconde Alexandre de Tunes, nomeado para o comitê encarregado de organizar a coroação em 1953 da rainha Elizabeth II continuou sentando-se como Chanceler da Universidade de Londres até 1955.
O conde de Athlone morreu em Kensington em 16 de janeiro de 1957, e foi enterrado no Real Burial Ground em Frogmore.

## Descendência
- May Abel Smith (1906-1994); com descendência;
- Rupert Cambridge, Visconde Trematon (1907 - 1928); sem descendência;
- Maurício de Teck (1910-1910), morto na infância.

## Títulos e estilos
Reino de Württemberg
- 14 abril 1874 – 14 julho 1917: Sua Alteza Sereníssima Príncipe Alexandre de Teck

 Reino Unido
- 14 julho 1917 – 17 julho 1917: Major Sir Alexander Cambridge
- 17 julho 1917 – 3 junho 1919: Major o Muito Honorável Conde de Athlone
- 3 junho - 6 novembro 1919: Major o Muito Honorável Conde de Athlone
- 6 novembro 1919 – 1 março 1922: Major o Muito Honorável Conde de Athlone
- 1 março 1922 - 1 dezembro 1923: Coronel o Muito Honorável Conde de Athlone
- 1 dezembro 1923 - 21 janeiro 1924: Coronel o Muito Honorável Conde de Athlone
- 21 janeiro 1924 – 21 dezembro 1930: Sua Excelência o Coronel, o Muito Honorável Conde de de Athlone, Governador-Geral da União da África do Sul
- 21 dezembro 1930 – 16 janeiro 1957: Coronel o Muito Honorável Conde de Athlone

 Canada
- 21 junho 1940 – 12 abril 1946: Sua Excelência o Coronel, o Muito Honorável Conde de Athlone, Governador Geral e o Comandante-em-Chefe da Milícia e das Forças Navais e  Aéreas do Canadá